# Estońskie odznaczenia
| Baretka    | Nazwa                                                                             |
| ---------- | --------------------------------------------------------------------------------- |
|            | Order Krzyża Wolności (za służbę wojskową)                                        |
|            | Order Krzyża Wolności (za bohaterstwo na polu walki)                              |
|            | Order Krzyża Wolności (za służbę cywilną)                                         |
|            | Order Herbu Państwowego I Klasy                                                   |
|            | Order Herbu Państwowego II Klasy                                                  |
|            | Order Herbu Państwowego III Klasy                                                 |
|            | Order Herbu Państwowego IV Klasy                                                  |
|            | Order Herbu Państwowego V Klasy                                                   |
|            | Order Krzyża Ziemi Maryjnej I Klasy                                               |
|            | Order Krzyża Ziemi Maryjnej II Klasy                                              |
|            | Order Krzyża Ziemi Maryjnej III Klasy                                             |
|            | Order Krzyża Ziemi Maryjnej IV Klasy                                              |
|            | Order Krzyża Ziemi Maryjnej V Klasy                                               |
|            | Order Gwiazdy Białej I Klasy                                                      |
|            | Order Gwiazdy Białej II Klasy                                                     |
|            | Order Gwiazdy Białej III Klasy                                                    |
|            | Order Gwiazdy Białej IV Klasy                                                     |
|            | Order Gwiazdy Białej V Klasy                                                      |
|            | Order Krzyża Orła I Klasy                                                         |
|            | Order Krzyża Orła II Klasy                                                        |
|            | Order Krzyża Orła III Klasy                                                       |
|            | Order Krzyża Orła IV Klasy                                                        |
|            | Order Krzyża Orła V Klasy                                                         |
|            | Złoty Krzyż Orderu Krzyża Orła                                                    |
|            | Srebrny Krzyż Orderu Krzyża Orła                                                  |
|            | Żelazny Krzyż Orderu Krzyża Orła                                                  |
|            | Order Estońskiego Czerwonego Krzyża I Klasy                                       |
|            | Order Estońskiego Czerwonego Krzyża II Klasy                                      |
|            | Order Estońskiego Czerwonego Krzyża III Klasy                                     |
|            | Order Estońskiego Czerwonego Krzyża IV Klasy                                      |
|            | Order Estońskiego Czerwonego Krzyża V Klasy                                       |
|            | Medal Orderu Estońskiego Czerwonego Krzyża                                        |
|            | Odznaka Zasługi Sił Obrony                                                        |
|            | Krzyż Zasługi Sił Obrony za Zasługi dla Obrony Narodowej                          |
|            | Krzyż Zasługi Sił Obrony za Wzorową Służbę                                        |
|            | Medal Pamiątkowy „10-lecie Przywrócenia Sił Obrony”                               |
|            | Krzyż Zasługi Sztabu Generalnego Sił Obrony                                       |
| w przygot. | Odznaka Zasługi Marynarki Wojennej „Wiara i Wola” I Klasy                         |
|            | Odznaka Zasługi Marynarki Wojennej „Wiara i Wola” II Klasy                        |
|            | Odznaka Zasługi Marynarki Wojennej „Wiara i Wola” III Klasy                       |
|            | Odznaka Honorowa Szkoły Podoficerskiej Sił Obrony                                 |
|            | Medal Uczestników Międzynarodowych Wojskowych Misji Pokojowych (1–3 misje)        |
|            | Medal Uczestników Międzynarodowych Wojskowych Misji Pokojowych                    |
|            | Medal Pamiątkowy „10-lecie Przywrócenia Straży Granicznej”                        |
|            | Krzyż Zasługi Straży Granicznej I Klasy                                           |
| w przygot. | Krzyż Zasługi Straży Granicznej II Klasy                                          |
| w przygot. | Krzyż Zasługi Straży Granicznej III Klasy                                         |
|            | Krzyż Zasługi Związku Oficerów Rezerwy I Klasy                                    |
|            | Krzyż Zasługi Związku Oficerów Rezerwy II Klasy                                   |
|            | Krzyż Zasługi Związku Oficerów Rezerwy III Klasy                                  |
|            | Krzyż Zasługi Ministerstwa Obrony                                                 |
|            | Krzyż Ligi Obrony I Klasy                                                         |
|            | Krzyż Ligi Obrony II Klasy                                                        |
|            | Krzyż Ligi Obrony III Klasy                                                       |
|            | Medal Zasługi Ligi Obrony I Klasy                                                 |
|            | Medal Zasługi Ligi Obrony II Klasy                                                |
|            | Medal Zasługi Ligi Obrony III Klasy                                               |
|            | Odznaka Zaszczytnej Służby Ligi Obrony                                            |
|            | Specjalny Krzyż Zasługi Szkoły Ligi Obrony                                        |
|            | Krzyż Zasługi Szkoły Ligi Obrony                                                  |
|            | Medal Nosiciela Ognia Zwycięstwa                                                  |
| w przygot. | Odznaka Zaszczytnej Służby Wywiadu Zagranicznego I Klasy                          |
|            | Odznaka Zaszczytnej Służby Wywiadu Zagranicznego II Klasy                         |
| w przygot. | Odznaka Zaszczytnej Służby Wywiadu Zagranicznego III Klasy                        |
|            | Odznaka Zaszczytnej Służby Centrum Operacji Pokojowych                            |
|            | Złoty Krzyż Oficera Wojsk Lądowych                                                |
|            | Srebrny Krzyż Oficera Wojsk Lądowych                                              |
|            | Brązowy Krzyż Oficera Wojsk Lądowych                                              |
|            | Krzyż Zasługi I Klasy (Ministerstwo Spraw Zagranicznych)                          |
|            | Krzyż Zasługi II Klasy (Ministerstwo Spraw Zagranicznych)                         |
|            | Krzyż Zasługi III Klasy (Ministerstwo Spraw Zagranicznych)                        |
| w przygot. | Wielki Złoty Krzyż Służb Ratowniczych                                             |
|            | Złoty Krzyż Służb Ratowniczych                                                    |
|            | Srebrny Krzyż Służb Ratowniczych                                                  |
| w przygot. | Medal Służb Ratowniczych                                                          |
| w przygot. | Medal Strażacki „Za Pracowitość”                                                  |
| w przygot. | Odznaka Strażacka „Za Pracowitość”                                                |
| w przygot. | Odznaka Straży Pożarnej Miasta Tartu                                              |
|            | Order Biskupa Płatona (Estoński Apostolski Kościół Prawosławny)                   |
|            | Odznaka „Wielka Gwiazda św. Jerzego”                                              |
|            | Odznaka „Gwiazda św. Jerzego”                                                     |
|            | Odznaka Estońskiego Komitetu Olimpijskiego                                        |
|            | Krzyż Pamiątkowy „Grot Włóczni Admirała Pitka”                                    |
|            | Krzyż Zasługi Zbrojnego Oporu                                                     |
| w przygot. | Medal                                                                             |
|            | Medal Pamiątkowy Estońskiej Wojny o Niepodległość (1920)                          |
|            | Odznaka Pamiątkowa Estońskiego Czerwonego Krzyża (1920-1926)                      |
|            | Medal Zasługi Stowarzyszenia Braterstwa Broni Admirała Johana Pitki               |
|            | Odznaka Zaszczytnej Służby Prefektury Wschodniej                                  |
| w przygot. | Krzyż Zasługi Policji I Klasy                                                     |
|            | Krzyż Zasługi Policji II Klasy                                                    |
| w przygot. | Krzyż Zasługi Policji III Klasy                                                   |
|            | Odznaka Zaszczytnej Służby Zarządu Policji i Straży Granicznej                    |
|            | Medal za udział w operacji Baltic Air Policing (Łotewsko-Litewsko-Estoński)       |
|            | Złoty Medal Zasługi Baltic Defence College (Łotewsko-Litewsko-Estoński)           |
|            | Srebrny Medal Zasługi Baltic Defence College (Łotewsko-Litewsko-Estoński)         |
|            | Brązowy Medal Zasługi Baltic Defence College (Łotewsko-Litewsko-Estoński)         |
|            | Medal Zasługi Baltic Defence College (Łotewsko-Litewsko-Estoński; baretka ogólna) |
|            | Baltic Defence College Service Cross (Łotewsko-Litewsko-Estoński)                 |